# Future (rapper)
Future, pseudonimo di Nayvadius DeMun Cash (nato Wilburn; Atlanta, 20 novembre 1983), è un rapper, cantante e produttore discografico statunitense.
Considerato un pioniere della musica trap, nonché il principale artefice della popolarità di tale genere musicale, è ritenuto uno dei rapper più influenti della sua generazione.
Dopo alcuni mixtape tra il 2010 e il 2011, Future ha firmato un contratto con la Epic Records. Successivamente ha pubblicato il suo album di debutto, Pluto, nell'aprile 2012. Il secondo album, Honest, è stato pubblicato nell'aprile 2014, superando il suo debutto nelle classifiche degli album.
Tra la fine del 2014 e l'inizio del 2015, ha pubblicato un trio di mixtape: Monster (2014), Beast Mode (2015) e 56 Nights (2015). Le sue successive uscite, DS2 (2015), What a Time to Be Alive (2015, in collaborazione con Drake), Evol (2016), Future (2017), Hndrxx (2017),The Wizrd (2019), High Off Life (2020), I Never Liked You (2022), We Don't Trust You e We Still Don't Trust You (2024, entrambi in collaborazione con Metro Boomin) hanno debuttato al numero uno della Billboard 200.

## Biografia
Nayvadius DeMun Wilburn è nato il 20 novembre 1983 ad Atlanta, Georgia ed è cresciuto nel quartiere di Kirkwood, frequentando la Columbia High School a Decatur. All'età di sedici anni (c. 1999/2000) racconta di essere stato ferito alla mano da un colpo di arma da fuoco e derubato, un evento che considera un punto di svolta importante nella sua vita.

### Gli esordi con la Dungeon Family
Nel 2003 Future compare nell'album della Dungeon Family, Dungeon Family - 2nd Generation. Il rapper era entrato nel collettivo grazie al cugino, produttore discografico e membro, Rico Wade, che lo ha incoraggiato ad affinare le sue capacità di scrittura e a perseguire la carriera da rapper, soprattutto per fornire un'alternativa e una pausa dalla vita di strada.
Ha iniziato la sua carriera musicale con il nome di "Meat", ma fu proprio in questo periodo che ottenne il suo attuale nickname, quando per il suo stile innovativo fu nominato "The Future".

### I primi mixtape e il debutto:Pluto(2009-2012)
Nel 2009 ha pubblicato dei singoli per anticipare il suo primo mixtape 1000, pubblicato nel 2010. Ad esso ne seguiranno altri 6 tra il 2010 e il 2011: Kno Mercy, Dirty Sprite, True Story, FDU & Freebandz e Freebricks (prima collaborazione importante con Gucci Mane). Nel settembre del 2011 ha firmato un contratto con la Epic Records e successivamente ha pubblicato due mixtape: Streetz Calling, che ha ottenuto recensioni pessime dalla critica, che lo definì "un artista con ritornelli pop, dove tra il suo rappare e il suo cantare non si nota la differenza a causa della massiccia presenza di Auto-Tune, con basi e ritmi sempre uguali e con testi pessimi e banali", e Astronaut Status nel gennaio del 2012.
Il 17 aprile 2012 ha pubblicato il suo album in studio di debutto Pluto, anticipato dai singoli Tony Montana, Go Harder, e Magic e contenente collaborazioni con artisti di alto rilievo nella scena hip hop come R. Kelly, T.I., Drake e Snoop Dogg. L'album ha debuttato all'ottava posizione della Billboard 200, vendendo 41 000 copie nella sua prima settimana. Successivamente ha pubblicato i singoli Same Damn Time e Turn On the Lights, dei quali in particolare l'ultimo è stato certificato doppio disco di platino negli Stati Uniti. A novembre dello stesso anno ha pubblicato una riedizione di Pluto intitolata Pluto 3D e contenente collaborazioni di Ludacris, Diddy e Kelly Rowland, ed è apparso nel brano Loveeeeeee Song della cantante barbadiana Rihanna, certificato platino negli Stati Uniti.

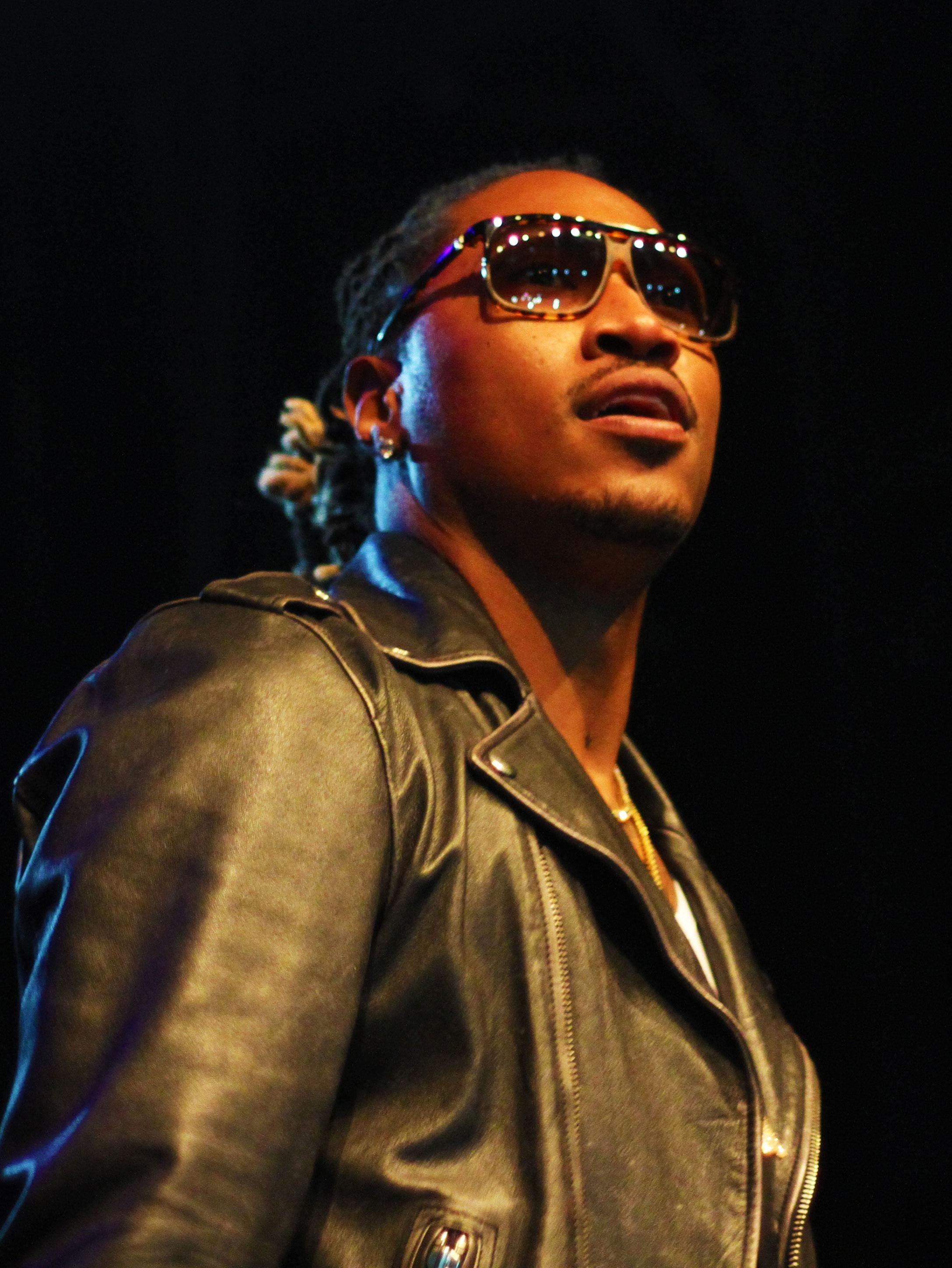
Future alla Sound Academy a Toronto nel 2014

### Il secondo album:Honest(2013-2014)
Nel gennaio del 2013 Future ha collaborato con Lil Wayne e Drake nel brano Love Me, che ha raggiunto la nona posizione della Billboard Hot 100 ed è stato certificato sette volte disco di platino in patria, ed è apparso insieme a Rick Ross in Bugatti di Ace Hood, altro brano di successo. Sempre lo stesso mese il rapper ha pubblicato il mixtape F.B.G.: The Movie per anticipare l'album prossimo alla pubblicazione. A fine mese viene pubblicato il singolo Karate Chop in collaborazione con Casino, reso disponibile ufficialmente su tutte le radio il 29 gennaio. Il brano è stato poi remixato con la presenza di Lil Wayne e pubblicato su ITunes il 19 febbraio.
Il 22 aprile del 2014 ha reso disponibile il suo secondo album in studio Honest, contenente collaborazioni di rilievo come Kanye West, André 3000, Drake, Pharrell Williams, Wiz Khalifa e Pusha T. L'album ha debuttato alla seconda posizione della Billboard 200 e ha ricevuto recensioni generalmente buone dalla critica specializzata, non riuscendo tuttavia a uguagliare le vendite del progetto precedente. Durate questo periodo, il rapper fa anche apparizioni da ospite in vari brani di spicco come U.O.E.N.O di Rocko, certificato disco d'oro dalla RIAA.

### Il successo nazionale:DS2,What a Time to Be AliveeEvol(2015-2016)

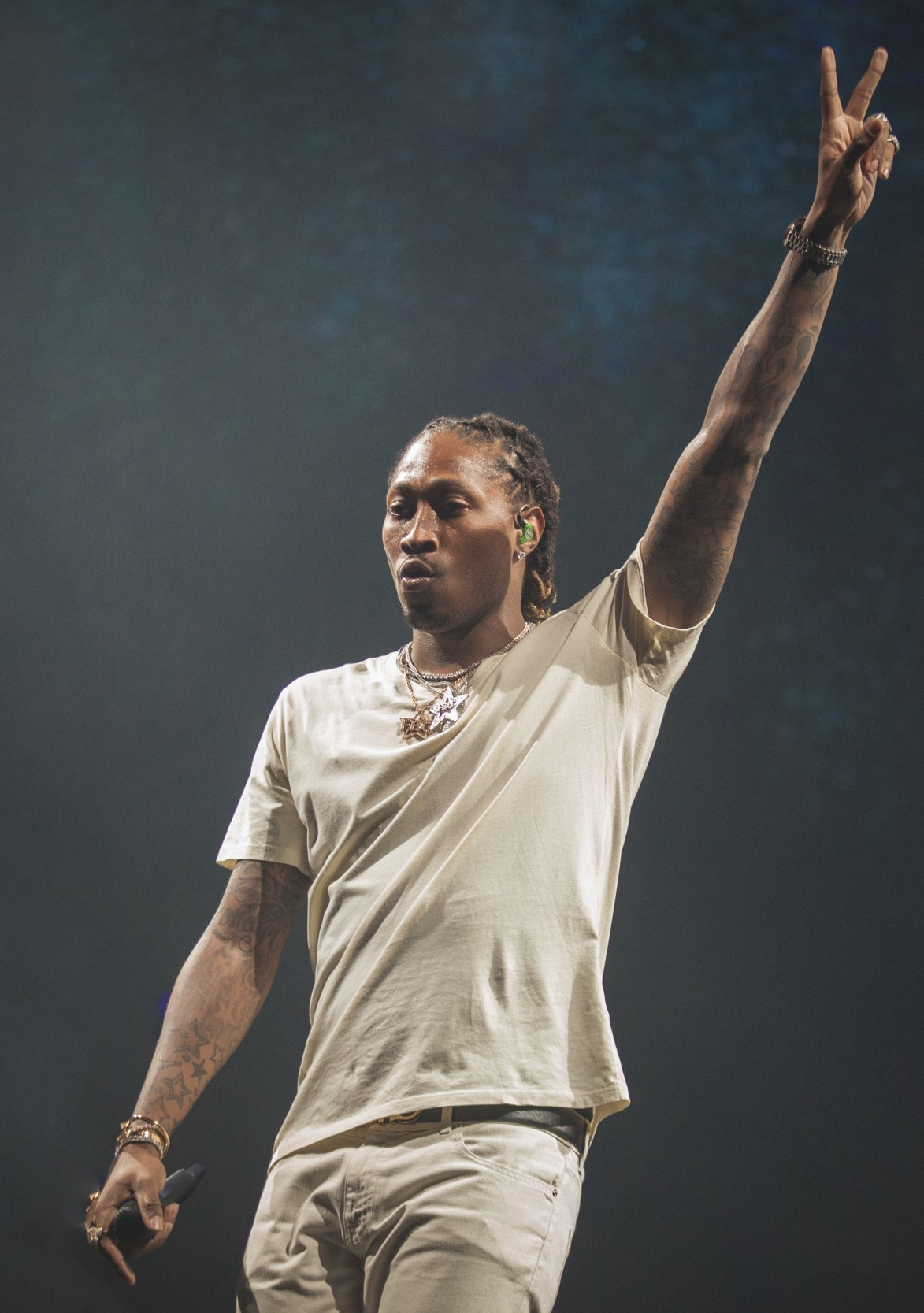
Future al Summer Sixteen Tour nel 2017

Nel 2015 ha pubblicato i mixtape Monster, Beast Mode e 56 Nights, e in particolare dal primo di essi il singolo Fuck Up Some Commas, certificato quattro volte disco di platino in patria. Il 17 luglio del 2015 ha reso disponibile il suo terzo DS2, che vede Drake come unico collaboratore e che è diventato il suo album di maggior successo debuttando alla prima posizione della Billboard 200 e venendo certificato tre volte disco di platino. È inoltre considerato ampiamente come uno dei migliori album trap della storia, piazzandosi alla ventesima posizione nella classifica dei duecento album migliori della storia dell'hip hop stilata da Rolling Stone.
Due mesi dopo la pubblicazione di DS2, Future e Drake hanno reso disponibile il loro primo mixtape collaborativo, intitolato What a Time to Be Alive, che ha debuttato in vetta della Billboard 200 e della Billboard Canadian Albums venendo successivamente certificato doppio disco di platino negli Stati Uniti. Con i due progetti, sia Future che Drake sono diventati i primi rapper a raggiungere la prima posizione della classifica degli album statunitense due volte nello stesso anno da quando Jay-Z raggiunse questo traguardo nel 2004. L'unico singolo estratto dal progetto Jumpman ha ottenuto un buon successo in patria, raggiungendo la dodicesima posizione in patria e venendo certificato quintuplo disco di platino.
Il 17 gennaio 2016 ha pubblicato il mixtape Purple Reign, prodotto esecutivamente da Metro Boomin e DJ Esco. Il 6 febbraio successivo ha pubblicato il suo quarto album Evol, che aveva già fatto ascoltare in anteprima sul programma radiofonico di DJ Khaled We the Best Music. L'album ha debuttato in vetta alla Billboard 200, rendendo Future l'artista più veloce a raggiungere la prima posizione della classifica con tre album diversi dalle colonne sonore di Glee nel 2010. In particolare ha ottenuto un grande successo il singolo Low Life in collaborazione col cantante canadese The Weeknd, che è stato certificato otto volte platino negli Stati Uniti e sei volte in Canada.

### Il successo internazionale:Future,HndrxxeThe Wzrd(2017-2019)

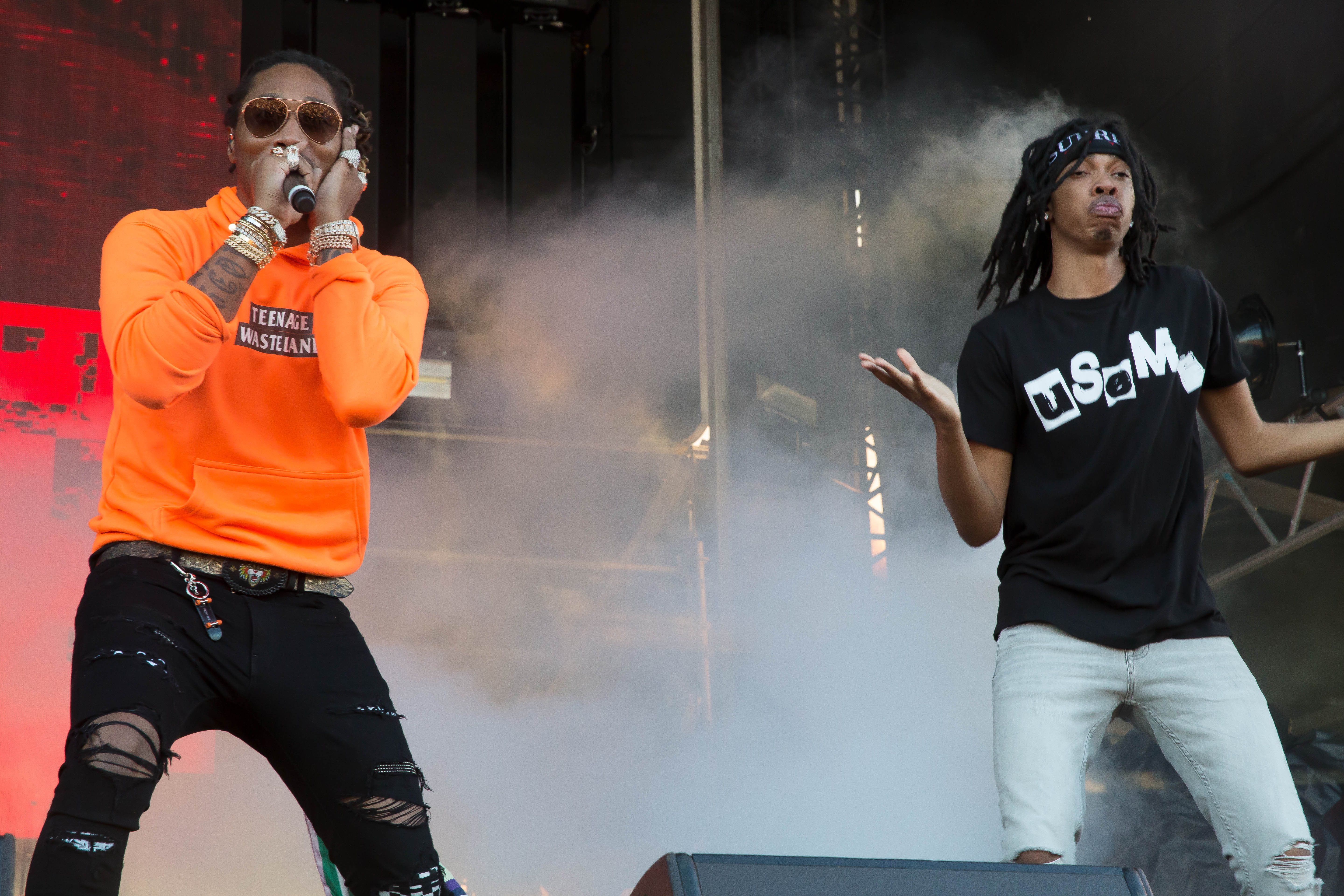
Future si esibisce al Sydney City Limits nel 2018

Dopo il successo raggiunto in patria, Future ha collaborato con numerosi artisti pop e R&B di successo mondiale partecipando a brani come Do You Mind di DJ Khaled, Everyday di Ariana Grande, Cold dei Maroon 5, High End di Chris Brown, in Rollin di Calvin Harris e End Game di Taylor Swift.
A febbraio 2017, il rapper ha pubblicato due album a distanza di una settimana, Future e Hndrxx, rispettivamente il 17 e il 24 febbraio ed entrambi debuttanti alla prima posizione della Billboard 200, rendendo Future il primo artista a debuttare alla prima posizione della classifica in due settimane consecutive. Mentre Future è stato definito come un album dal sound trap tipico di Future, Hndrxx è stato definito come un album avant-pop e R&B che rappresenta un distacco dalle sonorità abituali del rapper, con collaborazioni di artisti di largo successo commerciale come Nicki Minaj, Rihanna, Chris Brown e The Weeknd. Il singolo Mask Off, estratto dal primo dei due progetti, è diventato il brano di maggiore successo del rapper, scalando le classifiche internazionali, diventando il singolo hip hop più venduto nel 2017 e venendo certificato nove volte disco di platino in patria e diamante in Canada e in Francia. Dopo la pubblicazione dei due progetti il rapper si è esibito nel Future Hndrxx Tour, comprendente trenta date in varie parti del mondo.
Il 20 ottobre ha reso disponibile un mixtape in collaborazione con Young Thug intitolato Super Slimey e il 6 luglio 2018 ha pubblicato il secondo capitolo del mixtape intitolato Beast Mode interamente prodotto da Zaytoven. Il 19 ottobre 2018, Future ha pubblicato Wrld On Drugs, un mixtape collaborativo con Juice Wrld, che ha debuttato al secondo posto nella classifica Billboard 200, diventando il decimo progetto di Future a raggiungere la top dieci in patria.
Il 18 gennaio 2019, Future ha pubblicato il suo settimo album in studio, intitolato Future Hndrxx Presents: The Wizrd, promosso da un cortometraggio intitolato The Wizrd pubblicato l'11 gennaio su Apple Music. L'album ha ricevuto recensioni generalmente positive dalla critica e ha debuttato alla prima posizione negli Stati Uniti. Il 10 febbraio successivo, Future ha vinto il suo primo Grammy Award nella categoria di migliore interpretazione rap per la sua collaborazione con Jay Rock, Kendrick Lamar e James Blake nel brano King's Dead, estratto dalla colonna sonora del film Marvel Black Panther. Il 7 giugno 2019, Future ha pubblicato il suo EP da solista d'esordio intitolato Save Me. L'EP ha ricevuto recensioni contrastanti da parte della critica musicale e ha debuttato al numero 5 della Billboard 200.

### High Off Life,Pluto x Baby Pluto,I Never Liked You(2020-2022)
Durante gennaio 2020, Future ha pubblicato il singolo Life Is Good, in collaborazione con Drake, che ha raggiunto la seconda posizione in classifica negli Stati Uniti ed è stato certificato disco di diamante negli Stati Uniti con oltre undici milioni di vendite. Il 15 febbraio viene pubblicato un remix del medesimo brano, contenente la partecipazione di Lil Baby e DaBaby. Il 1º maggio appare come ospite nella traccia Desires del sesto mixtape di Drake intitolato Dark Lane Demo Tapes e nel brano D4L con Young Thug. Entrambi i brani sono entrati tra le prime 30 canzoni della Billboard Hot 100. Il 15 maggio ha pubblicato l'album High Off Life e a novembre ha pubblicato un album in collaborazione con Lil Uzi Vert intitolato Pluto x Baby Pluto. High Off Life è divenuto il settimo album consecutivo del rapper a debuttare al primo posto della Billboard 200 con 153.000 unità equivalenti ad album, superando il numero di vendite di DS2 durante la sua prima settimana dal rilascio (151.000 unità).
Il 26 marzo 2021 Future collabora con Moneybagg Yo nel singolo Hard for the Next, valido come secondo estratto del quarto album in studio di quest'ultimo, intitolato A Gangsta's Pain. Nel mese di settembre, il rapper ha ottenuto il suo primo brano alla prima posizione della Billboard Hot 100 collaborando insieme a Young Thug al brano di Drake Way 2 Sexy. Il 24 dello stesso mese pubblica, in collaborazione con Gunna, il singolo Too Easy, incluso in seguito nella lista tracce ufficiale di DS4Ever, il terzo album in studio di Gunna.
L'11 febbraio 2022 pubblica Worst Day, il suo primo singolo da solista dopo oltre un anno. Ad aprile 2022, Future è stato definito come "il miglior rapper vivo" da GQ. Il 29 aprile dello stesso mese ha pubblicato il suo decimo album in studio I Never Liked You, con collaborazioni come Kanye West, Drake, Gunna, Young Thug, Kodak Black e Tems. L'album ha raggiunto la prima posizione negli Stati Uniti, così come il singolo in collaborazione con Drake e Tems Wait for U, estratto dal progetto. Tutte le sedici tracce dell'album sono entrate all'interno della Billboard Hot 100, così come le due tracce bonus.

### Album con Metro Boomin eMixtape Pluto(2023-oggi)
Il 9 marzo 2024 Future ha annunciato insieme al produttore discografico Metro Boomin che i due avrebbero pubblicato due progetti collaborativi, intitolati We Don't Trust You e We Still Don't Trust You, che saranno pubblicati rispettivamente il 22 marzo e il 12 aprile. Il primo album ha ottenuto un grande successo al debutto, posizionandosi al primo posto della Billboard 200 e ottenendo cinque brani nella top 10 della Billboard Hot 100. In particolare, il brano Like That in collaborazione con Kendrick Lamar ha ricevuto grande attenzione a causa di un dissing di Lamar rivolto a Drake e J. Cole e ha debuttato alla prima posizione della classifica statunitense rimanendoci anche la settimana successiva e diventando il brano più veloce a vendere un milione di copie negli Stati Uniti nel 2024. A settembre Future ha reso disponibile il preordine del suo nuovo mixtape Mixtape Pluto, già anticipato nei mesi precedenti, per poi pubblicarlo il 20 dello stesso mese.
Inizia il 2025 comparendo nel brano Fxck Up the World della rapper thailandese Lisa, contenuto all'interno del suo album di debutto Alter Ego. Circa due mesi dopo, Future torna a collaborare con Young Thug nel singolo Money on Money, che anticipa l'uscita del nuovo album di quest'ultimo.

## Vita privata
Future è padre di sette figli e ognuno con donne diverse. Nel 2002 diventa padre di un bambino, avuto dalla modella Jessica Smith. Nell'ottobre del 2013 si fidanza ufficialmente con la cantante Ciara. Il 19 maggio 2014 i due diventano genitori di un bambino, Future Zahir Wilburn. Ciara ha concluso il fidanzamento nell'agosto 2014 a causa della sua infedeltà. Il suo quinto figlio, Hendrix, è nato a Natale nel 2018.
Future è cristiano e lo ha affermato in molteplici occasioni durante alcune interviste. Nel corso della sua carriera musicale, il rapper ha più volte fatto riferimenti a Dio e a Gesù, aprendosi sul ruolo della fede nella sua vita e nella sua infanzia.

## Procedimenti giudiziari
A partire dal 2016, Wilburn è stato citato in giudizio sia da Jessica Smith che da Ciara: Smith lo ha citato in giudizio per non aver pagato il mantenimento del figlio, mentre Ciara gli ha fatto causa per diffamazione e calunnia. Nell'ottobre 2016, un giudice ha affermato che la serie di tweet di Future che colpiscono Ciara non si riferiva ai 15 milioni di dollari che chiedeva. Nel 2019, due donne della Florida e del Texas hanno presentato entrambe una causa di paternità sostenendo che Wilburn era il padre delle rispettive figlie. Nel 2020 la donna del Texas ha ritirato la causa.

## Discografia

### Album in studio
- 2012 – Pluto
- 2014 – Honest
- 2015 – DS2
- 2016 – Evol
- 2017 – Future
- 2017 – Hndrxx
- 2019 – The Wizrd
- 2020 – High Off Life
- 2022 – I Never Liked You

#### Album collaborativi
- 2020 – Pluto x Baby Pluto (con Lil Uzi Vert)
- 2024 – We Don't Trust You (con Metro Boomin)
- 2024 – We Still Don't Trust You (con Metro Boomin)

### EP
- 2016 – Free Bricks 2: Zone 6 Edition (con Gucci Mane)
- 2019 – Save Me

### Mixtape
- 2010 – 1000
- 2010 – Kno Mercy
- 2011 – Dirty Sprite
- 2011 – True Story
- 2011 – FDU & Freebandz (con Stuey Rock)
- 2011 – Freebricks (con Gucci Mane)
- 2011 – Streetz Calling
- 2011 – FDU & Freebandz: Reloaded (con Stuey Rock)
- 2012 – Astronaut Status
- 2013 – FBG: The Movie (con FreeBand Gang)
- 2013 – Black Woodstock: The Soundtrack (con FreeBand Gang)
- 2013 – No Sleep (con DJ Esco)
- 2014 – Monster
- 2015 – Beast Mode
- 2015 – 56 Nights (con DJ Esco e 808 Mafia)
- 2015 – What a Time to Be Alive (con Drake)
- 2016 – Purple Reign
- 2017 – Super Slimey (con Young Thug)
- 2018 – Beast Mode 2
- 2018 – Wrld on Drugs (con Juice Wrld)
- 2024 – Mixtape Pluto[69]

### Singoli

#### Come artista principale
- 2011 – Tony Montana (solo o feat. Drake)
- 2011 – Go Harder
- 2012 – Magic (feat. T.I.)
- 2012 – Same Damn Time
- 2012 – Turn On The Lights
- 2013 – Karate Chop (feat. Lil Wayne)
- 2013 – Honest
- 2013 – Shit
- 2013 – Real and True (con Miley Cyrus feat. Mr Hudson)
- 2014 – Move That Dope (feat. Pharrell Williams, Pusha T e Casino)
- 2014 – I Won (feat. Kanye West)
- 2015 – Fuck Up Some Commas
- 2015 – Where Ya At (feat. Drake)
- 2015 – March Madness
- 2015 – Jumpman (feat. Drake)
- 2015 – Stick Talk
- 2016 – Low Life (feat. The Weeknd)
- 2016 – Wicked
- 2016 – Used to This (feat. Drake)
- 2017 – Draco
- 2017 – Selfish (feat. Rihanna)
- 2017 – Mask Off
- 2017 – Pie (feat. Chris Brown)
- 2017 – Extra Luv (feat. YG)
- 2017 – Incredible
- 2017 – You da Baddest (feat. Nicki Minaj)
- 2017 – Patek Water (con Young Thug feat. Offset)
- 2018 – King's Dead (con Jay Rock, Kendrick Lamar e James Blake)
- 2018 – No Shame
- 2018 – Fine China (con Juice Wrld)
- 2019 – Crushed Up
- 2019 – Jumpin on a Jet
- 2019 – First Off (feat. Travis Scott)
- 2019 – Out the Mud (con Lil Baby)
- 2019 – 100 Shooters (feat. Meek Mill e Doe Boy)
- 2019 – Undefeated (feat. Lil Keed)
- 2019 – Last Name (feat. Lil Durk)
- 2020 – Life Is Good (feat. Drake)
- 2020 – Tycoon
- 2020 – Trillionaire (feat. YoungBoy Never Broke Again)
- 2020 – Over Your Head (con Lil Uzi Vert)
- 2020 – Patek (con Lil Uzi Vert)
- 2020 – Gucci Bucket Hat (con Pap Chanel feat. Herion Young)
- 2021 – Hard for the Next (con Moneybagg Yo)
- 2021 – Nobody Special (con Hotboii)
- 2021 – U Sellin Dope (con Lil Double 0)
- 2021 – Too Easy (con Gunna)
- 2021 – M&M (con Rvssian feat. Lil Baby)
- 2022 – Hold That Heat (con Southside feat. Travis Scott)
- 2022 – Wait For U (feat. Drake e Tems)
- 2022 – Keep It Burnin' (feat. Kanye West)
- 2022 – Love You Better
- 2022 – Good on Love (con Lil Double 0)
- 2023 – Blackout (con Joyner Lucas)
- 2023 – Favorite Song (Toxic Version) (con Toosii)
- 2023 – Turn Yo Clic Up (con Quavo)
- 2023 – Supposed to Be Loved (con DJ Khaled e Lil Baby feat. Lil Uzi Vert)
- 2023 – Hard to Handle (con Young Scooter)
- 2023 – What's the Move? (con The Kid Laroi e BabyDrill)
- 2024 – Arabi (con Massari e Mohamed Ramadan)
- 2024 – Type Shit (con Metro Boomin, Travis Scott e Playboi Carti)
- 2024 – Young Metro (con Metro Boomin e The Weeknd)
- 2024 – Like That (con Metro Boomin e Kendrick Lamar)
- 2024 – We Still Don't Trust You (con Metro Boomin e The Weeknd)
- 2024 – Recipe for Love (con Strick)
- 2024 – Too Fast
- 2024 – South of France (solo o con Travis Scott)

#### Come artista ospite
- 2011 – Racks (YC feat. Future)
- 2011 – Going Ham (Mr. Sipp feat. Future)
- 2011 – All I See Is Hundreds (Yayo feat. Future)
- 2012 – We in This Bitch (DJ Drama feat. Jeezy, T.I., Ludacris e Future)
- 2012 – Itchin (Infamous feat. Future)
- 2012 – Pop Big Bottles (London Taylor feat. Future)
- 2012 – You Know (Jazz Lazer feat. Future)
- 2012 – Pain (Pusha T feat. Future)
- 2012 – Blow (Ludacris feat. Juicy J e Future)
- 2013 – Love Me (Lil Wayne feat. Drake e Future)
- 2013 – Bugatti (Ace Hood feat. Rick Ross e Future)
- 2013 – Another One (Slice 9 feat. Future e Levi Leer)
- 2013 – Fly Rich (Rich Gang feat. Stevie J, Future, Tyga, Meek Mill e Mystikal)
- 2013 – Tapout (Rich Gang feat. Lil Wayne, Birdman, Mack Maine, Nicki Minaj e Future)
- 2013 – Loveeeeeee Song (Rihanna feat. Future)
- 2013 – U.O.E.N.O. (Rocko feat.  Future e Rick Ross)
- 2013 – Tell Me When You Ready (Flo Rida feat. Future)
- 2013 – I'm on (Lava Kno feat. Future)
- 2013 – Twilight Zone (Sean Garrett feat. Trey Songz e Future)
- 2013 – Love Me Long Time (Fat Joe feat. Future)
- 2013 – I Wanna Be with You (DJ Khaled feat. Nicki Minaj, Future e Rick Ross)
- 2013 – Show You (Tyga feat. Future)
- 2013 – No Games (Rick Ross feat. Future)
- 2013 – Ready (B.o.B feat. Future)
- 2013 – Win Win (B. Smyth feat. Future)
- 2014 – Don't We (Travis Porter feat. Future)
- 2014 – DISFunction (Young Scooter feat. Future, Juicy J e Young Thug)
- 2014 – Buy the World (Mike Will Made It feat. Future, Lil Wayne e Kendrick Lamar)
- 2014 – Hold You Down (DJ Khaled feat. Chris Brown, August Alsina, Future e Jeremih)
- 2014 – Let Me Know (Tamar Braxton feat. Future)
- 2014 – Who Would Ever Thought (Chief Keef feat. Future)
- 2015 – Drink on Us (Mike Will Made It feat. The Weeknd, Swae Lee e Future)
- 2015 – Bellucci (Booba feat. Future)
- 2015 – 3500 (Travis Scott feat. Future e 2 Chainz)
- 2015 – Can't Lie (Ralo feat. Future)
- 2015 – Blasé (Ty Dolla Sign feat. Future e Rae Sremmurd)
- 2015 – Tricken Every Car I Get (Trae tha Truth feat. Future e Boosie Badazz)
- 2015 – You Mine (DJ Khaled feat. Trey Songz, Future e Jeremih)
- 2015 – Hey There (Dej Loaf feat. Future)
- 2015 – You Can See (Jadakiss feat. Future)
- 2015 – Right Now (Uncle Murda feat. Future)
- 2015 – UFO (Timbaland feat. Future e Tink)
- 2015 – New Level (ASAP Ferg feat. Future)
- 2016 – Mi Combo (Spiff TV feat. Yandel e Future)
- 2016 – I Got the Keys' (DJ Khaled feat. Jay-Z e Future)
- 2016 – Magic City Monday (Jeezy feat. 2 Chainz e Future)
- 2016 – Campaign (Ty Dolla Sign feat. Future)
- 2016 – X (21 Savage e Metro Boomin feat. Future)
- 2016 – Do You Mind (DJ Khaled feat. Nicki Minaj, Chris Brown, August Alsina, Jeremih, Future e Rick Ross)
- 2016 – Seven Million (Lil Uzi Vert feat. Future)
- 2016 – Too Much Sauce (DJ Esco feat. Future e Lil Uzi Vert)
- 2016 – Rivals (Usher feat. Future)
- 2017 – Everyday (Ariana Grande feat. Future)
- 2017 – Cold (Maroon 5 feat. Future)
- 2017 – No Pressure (French Montana feat. Future)
- 2017 – Rollin (Calvin Harris feat. Future e Khalid)
- 2017 – End Game (Taylor Swift feat. Ed Sheeran e Future)
- 2018 – Thinkin' (Spiff TV feat. Anuel AA, Bad Bunny e Future)
- 2018 – Faded Love (Tinashe feat. Future)
- 2018 – Top Off (DJ Khaled feat. Jay-Z, Future e Beyoncé)
- 2018 – Green Gucci Suit (Rick Ross feat. Future)
- 2018 – Spin the Block (Lil Durk feat. Future)
- 2019 – Holy Terrain (FKA twigs feat. Future)
- 2019 – No Cryin' (Dvsn feat. Future)
- 2020 – Big Drip (Ufo361 feat. Future)
- 2020 – Dead Man Walking (2 Chainz feat. Future)
- 2020 – 1st n 3rd (Marlo feat. Lil Baby e Future)
- 2020 – Happiness Over Everything (H.O.E.) (Jhené Aiko feat. Future e Miguel)
- 2020 – Roses (Remix) (Saint Jhn feat. Future)
- 2020 – What It Was (Lil Gotit feat. Future)
- 2020 – Rari (Octavian feat. Future)
- 2020 – Thrusting (Internet Money feat. Swae Lee e Future)
- 2020 – Franchise (Remix) (Travis Scott feat. Future, Young Thug e M.I.A.)
- 2020 – Tweakin' (Doe Boy e Southside feat. Future)
- 2021 – Go Crazy (Remix) (Chris Brown e Young Thug feat. Future, Lil Durk e Latto)
- 2021 – Holdin' Me Down (King Combs feat. Future)
- 2021 – Company (24kGoldn feat. Future)
- 2021 – Take Off (Euro Gotit feat. Future e Bangladesh)
- 2021 – Maybach (42 Dugg feat. Future)
- 2021 – Running Out of Patience (Unfoonk e YSL feat. Future)
- 2021 – Tear the Club Up (Icewear Vezzo feat. Future)
- 2021 – Mr. Jones (Pop Smoke feat. Future)
- 2021 – Not Jus' Anybody (Jacquees feat. Future)
- 2021 – 3 Cell Phones (DJ Swamp Izzo feat. Future)
- 2021 – Way 2 Sexy (Drake feat. Future e Young Thug)
- 2021 – Who Knew (Meech La'flare e Mosco feat. future)
- 2021 – Your Latino Boyfriend (Helmut Rhode feat. Future)
- 2021 – Made a Way (FaZe Kaysan feat. Future e Lil Durk)
- 2021 – Me or Sum (Nardo Wick feat. Future e Lil Baby)
- 2022 – Pressurelicious (Megan Thee Stallion feat. Future)
- 2022 – Turn On The Lights again... (Fred Again e Swedish House Mafia feat. Future)
- 2022 – Shoot It Myself (EST Gee feat. Future)
- 2022 – One Time (Nav e Don Toliver feat. Future)
- 2022 – Blues (G Herbo feat. Future)
- 2022 – Big Time (DJ Khaled feat. Future e Lil Baby)
- 2023 – No Time Wasted (Polo G feat. Future)
- 2023 – Private Landing (Don Toliver feat. Justin Bieber e Future)
- 2023 – Transformer (Blackowned C-Bone feat. Future e P.Dukes)
- 2023 – Double Fantasy (The Weeknd feat. Future)
- 2024 – Giving Chanel (Meek Mill feat. Future)
- 2024 – Swear to God (Tee Grizzley feat. Future)
- 2024 – Slow Down (Kitschkrieg feat. Future, Fridayy e Mariah the Scientist)
- 2025 – Fxck Up The World (Lisa feat. Future)
- 2025 – Money on Money (Young Thug feat. Future)

### Colonne sonore
- 2018 – Superfly: Original Motion Picture Soundtrack